# Havannai katedrális
A havannai katedrális (La Catedral de San Cristóbal de La Habana) barokk katolikus templom Kubában. Havanna óvárosában, a róla elnevezett téren, a Plaza de la Catedralon áll. Az olasz építész,  Francesco Borromini tervezte. Homlokzatát Alejo Carpentier kővé változott zenének nevezte.

## Története
Az épületet két, egymástól eltérő méretű harangtorony határolja, homlokzata toszkán hatást mutat. Háromhajós, alaprajza csaknem négyzet, 34 szer 36 méteres, nyolc oldalkápolnája van, amelyeket vastag oszlopok választanak el egymástól. Építését 1748-ban kezdték meg a jezsuiták, alapanyaga a Mexikói-öböl területéről szállított korallszikla.
1767-ben a jezsuitáknak el kellett hagyniuk Kubát. A templom 1777-ben épült fel, és a szeplőtelen fogantatásnak szentelték, ez a bibliai jelenet díszíti a főoltárt. Mögötte Giuseppe Perovani freskója látható. Számos más képzőművészeti alkotás is található a templomban, köztük egy 15. századi festmény, szobrok, arany- és ezüstmunkák, így egy szentségtartó, amely a spanyol művész, Antonio Solá irányításával készített Bianchini Rómában.
A katedrálist már a 18. században Pedro Medina építész felügyeletével felújították. A templom 1788 óta katedrális. Kriptájában a havannai és a kubai történelem számos ismert alakja nyugszik. 1898-ig a templomban nyugodott Kolumbusz Kristóf, maradványait ekkor vitték vissza Sevillába. A katedrálist az amerikai barokk egyik kiemelkedő példájának tartják, 1982-ben az UNESCO felvette a kulturális világörökségek listájára.